# عبدو هروي
عبدو هروي (مواليد 13 يناير 1998) هو لاعب كرة قدم هولندي يلعب في مركز الوسط في نادي سبارتا روتردام.

## روابط خارجية
- عبدو هروي على موقع قاعدة بيانات كرة القدم.إي يو (الإنجليزية)
- عبدو هروي على موقع Soccerway.com (الإنجليزية)
- عبدو هروي على موقع عالم كرة القدم.نت (الإنجليزية)